# Dom van Verden
De Maria- en Ceciliadom in Verden was de kathedraal van het voormalige rooms-katholieke bisdom Verden. Na de invoering van de reformatie in 1568 tot de Westfaalse Vrede was de dom de zetel van de lutherse prinsbisschoppen van Verden. Tegenwoordig is het de kerk van de evangelisch-lutherse gemeente.

## Bouwgeschiedenis

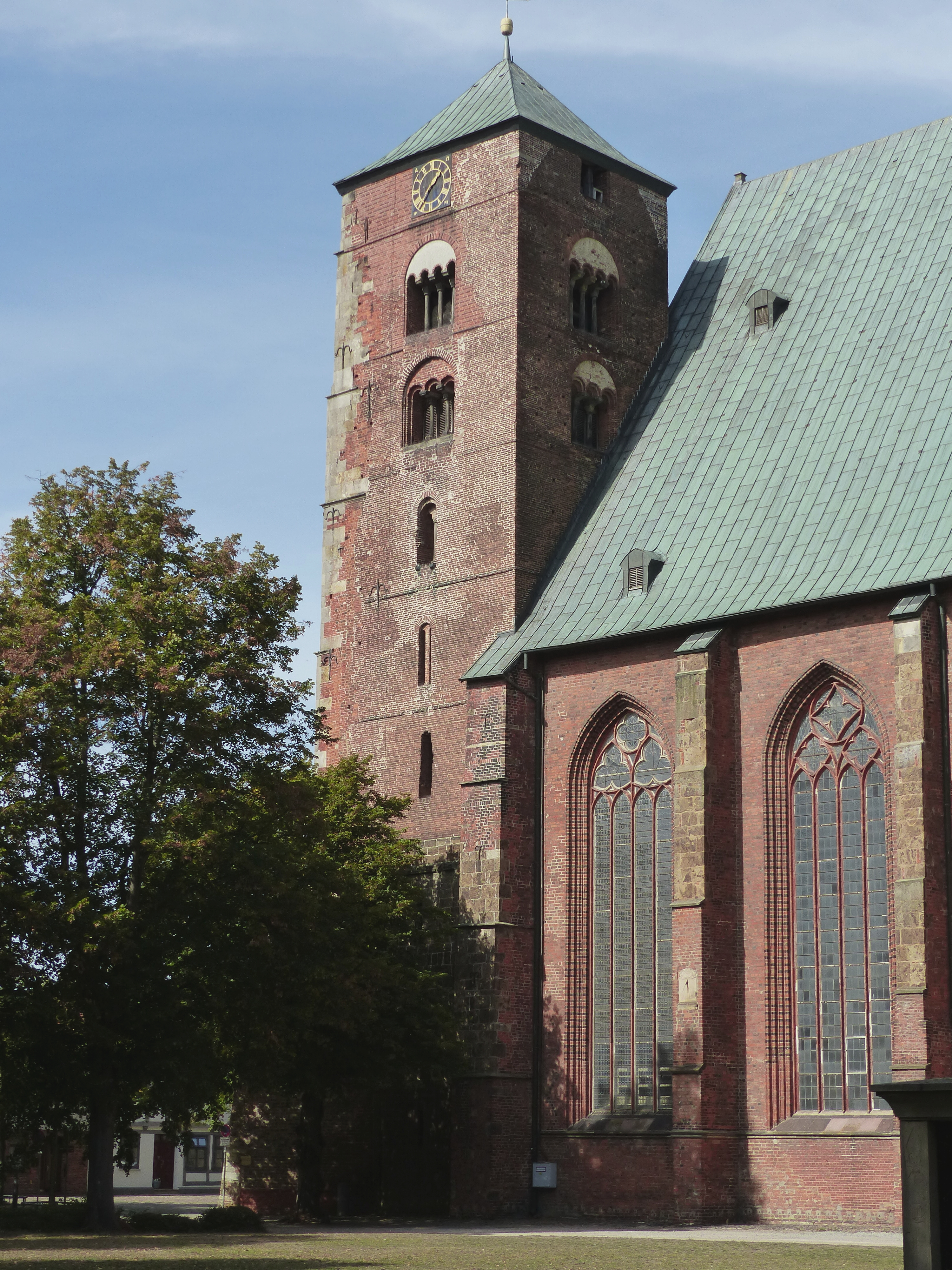
Toren

De romaanse dom uit de rond 1160 viel tegen het einde van de 13e eeuw ten prooi aan een brand. Van dit gebouw is de massieve toren bewaard gebleven.
De eerste bouwfase van de gotische dom duurde van 1290 tot 1323. In deze periode ontstonden het hallenkoor, het dwarsschip en het eerste travee van het kerkschip. Van 1473 tot 1490 werden ten slotte de overige drie traveën aangevoegd.
Bij een renovatie in 1829 onder leiding van de bouwmeester Leo Bermann werden de latere renaissance- en barokke aanpassingen ongedaan gemaakt en in de romantische geest geregotiseerd. Voor het koor werd een neogotisch hoogaltaar vervaardigd.

## Bouwbeschrijving

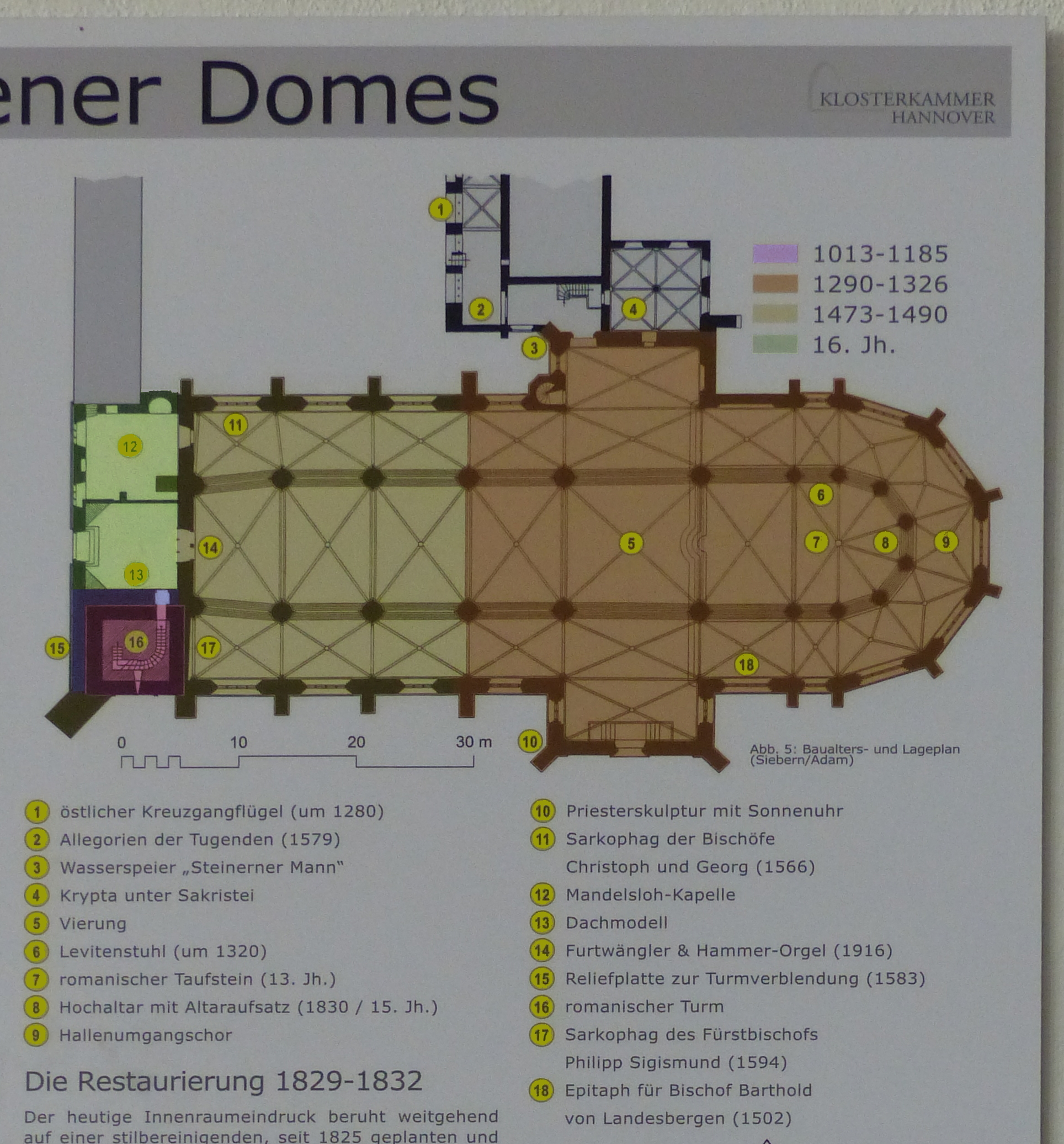
Plattegrond met bouwfasen

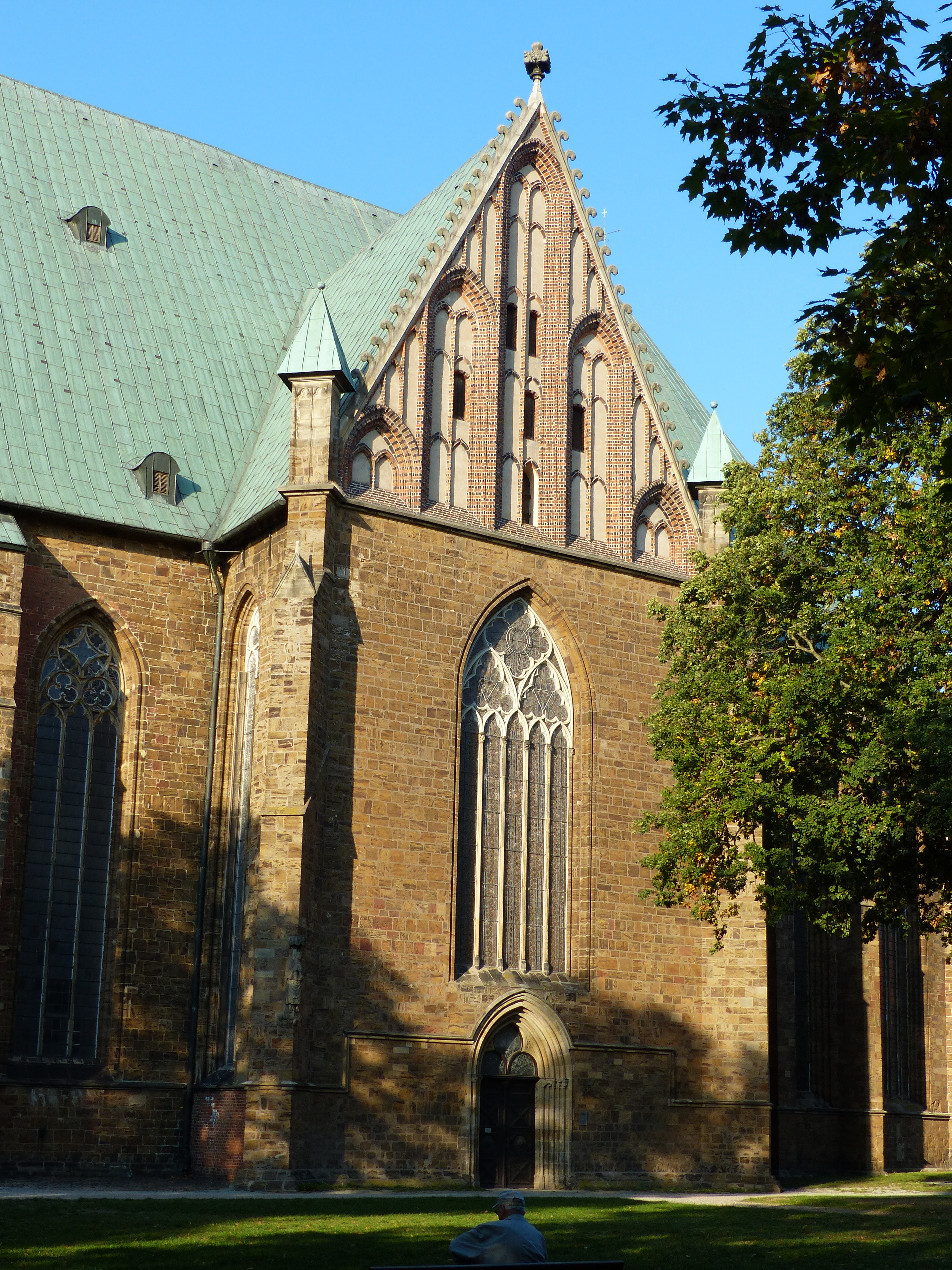
Zuidgevel: Zandsteen en rode en zwarte baksteen

Het kerkschip met een hoogte van 38 meter is een driebeukige hal met vier traveeën. Het koor heeft dezelfde hoogte en is van een kooromgang voorzien. Het dwarsschip is kort, de viering vierkant. De muren van koor en kerkschip worden verdeeld door hoge maaswerkvensters en steunberen. De beide armen van het dwarsschip zijn voorzien van rijke baksteengevels. Het interieur wordt gekenmerkt door ronde pijlers met krachtige gordelbogen en elegante en slanke lijnen.
Het totaalbeeld van de kerk vormt ondanks een bouwperiode van tweehonderd jaar een eenheid. De dom is een hallenkerk met vermoedelijk het oudste hallenomgangskoor van Duitsland. Architectonisch oriënteert de dom zich aan de Onze-Lieve-Vrouwekathedraal van Reims en de Gorgonius- en Petrusdom van Minden. Zelf was de dom een voorbeeld voor de bouw van meerdere kerken, waaronder de Sint Johanneskerk te Lüneburg en de dom van Lübeck.

## Interieur

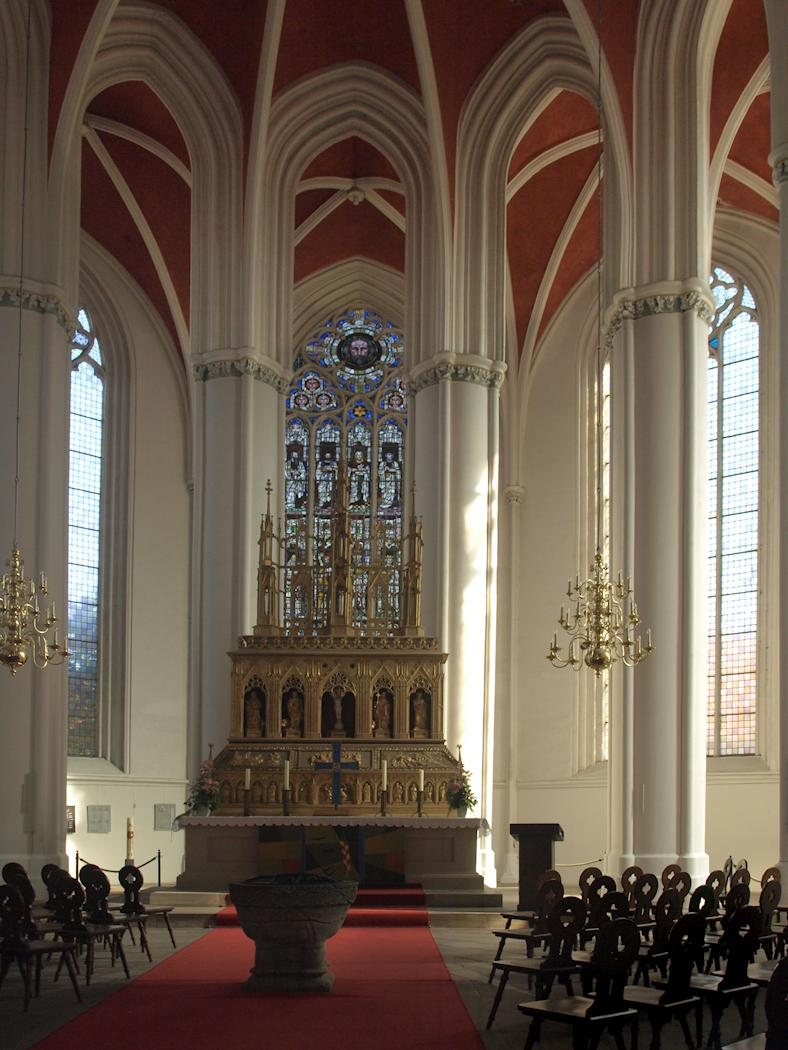
Hoogaltaar en omgangskoor

Het hoofdaltaar is een neogotisch werk uit 1830. Boven het altaar is een houten, vergulde altaaropstand van 4 meter breed en 7,5 meter hoog. De kerk herbergt een doopvont uit de 13e eeuw. Daarnaast bevindt zich in het koor een fraai bewerkte levietenstoel (zitplaats voor de geestelijken) uit de 14e eeuw. Onder de westelijke galerij bevinden zich twee sarcofagen. De sarcofaag in de noorderhoek werd de rustplaats van de laatste katholieke aartsbisschoppen Christoph von Braunschweig-Wolfenbüttel en Georg von Braunschweig-Wolfenbüttel. Georg, een broer van Christoph, bekeerde zich op zijn sterfbed nog tot het protestantisme. In de zuidelijk hoek staat de sarcofaag van Philipp Sigismund von Braunschweig-Wolfenbüttel, een achterneef van Christoph en Georg en een van de eerste protestantse prinsbisschoppen. Hij liet nog tijdens zijn leven de monumentale sarcofaag oprichten. De gotische crypte dateert uit de 13e eeuw.

## Orgels
De dom van Verden heeft drie orgels: een romantisch orgel in een orgelkas van 1850 op de westelijke galerij (bouwjaar 1916), het grote orgel op de noordelijke galerij (bouwjaar 1968) en een koororgel (bouwjaar 1972).

## Afbeeldingen

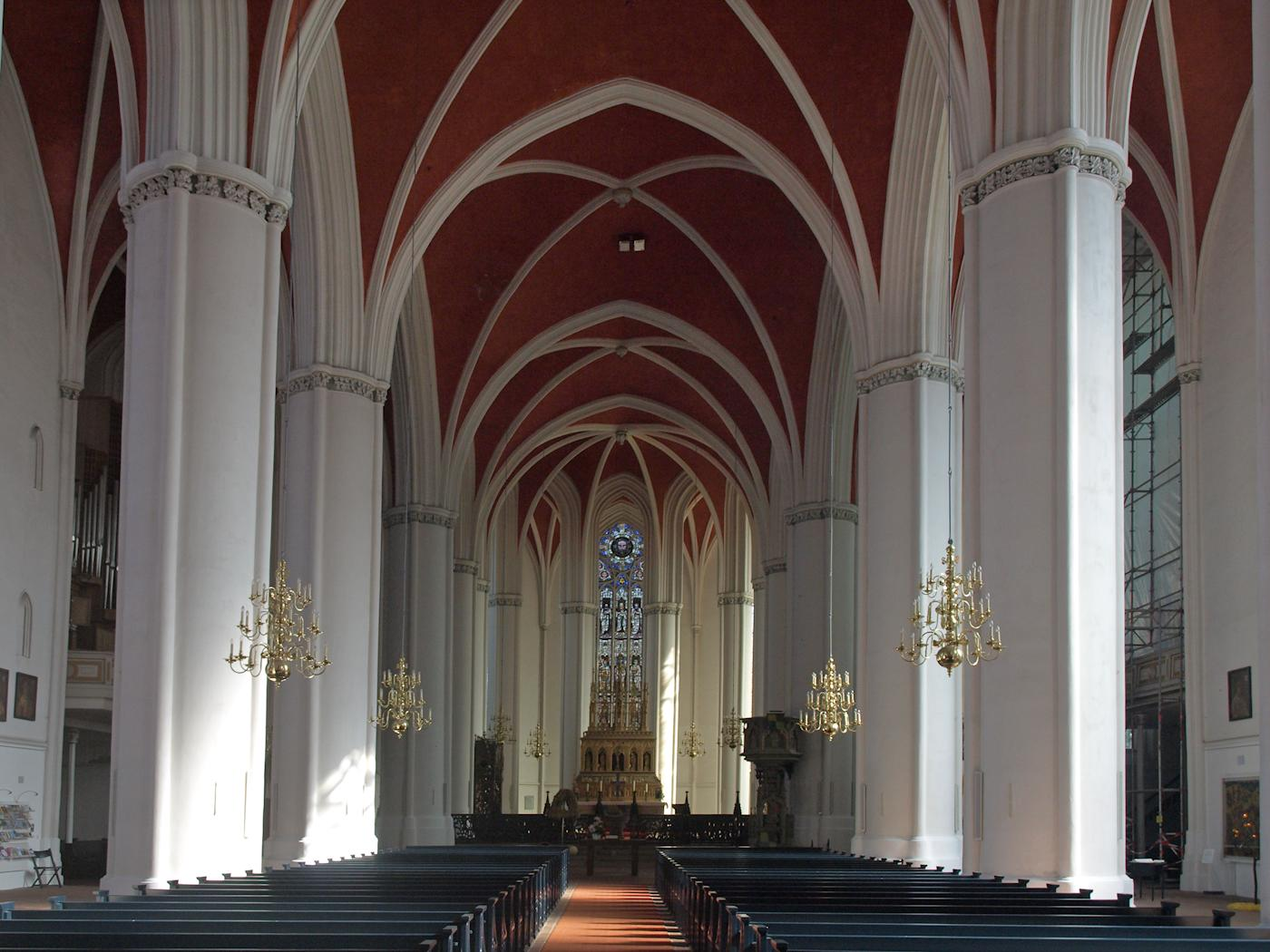
Interieur met blik naar het oosten
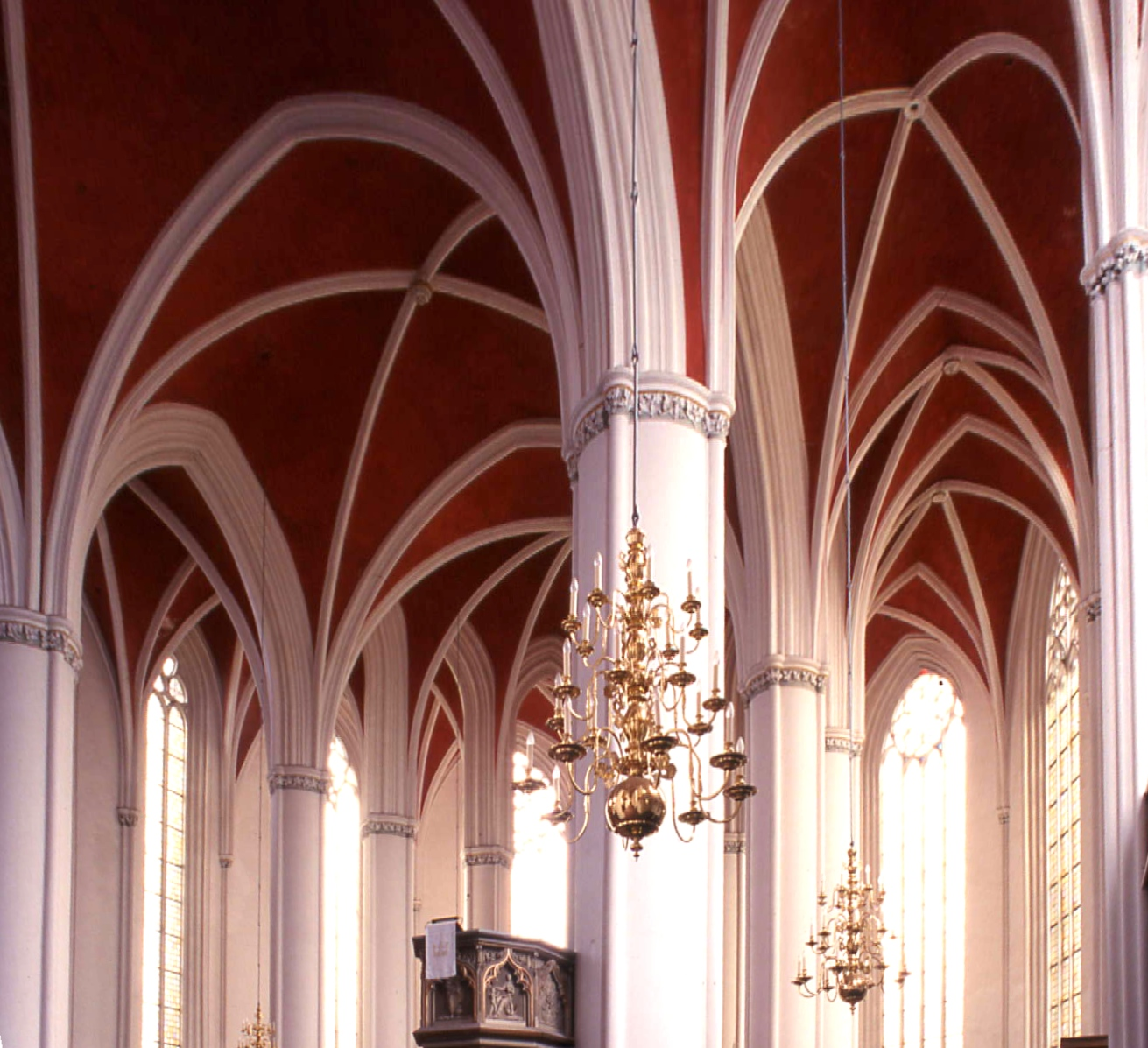
Gewelven van het omgangskoor
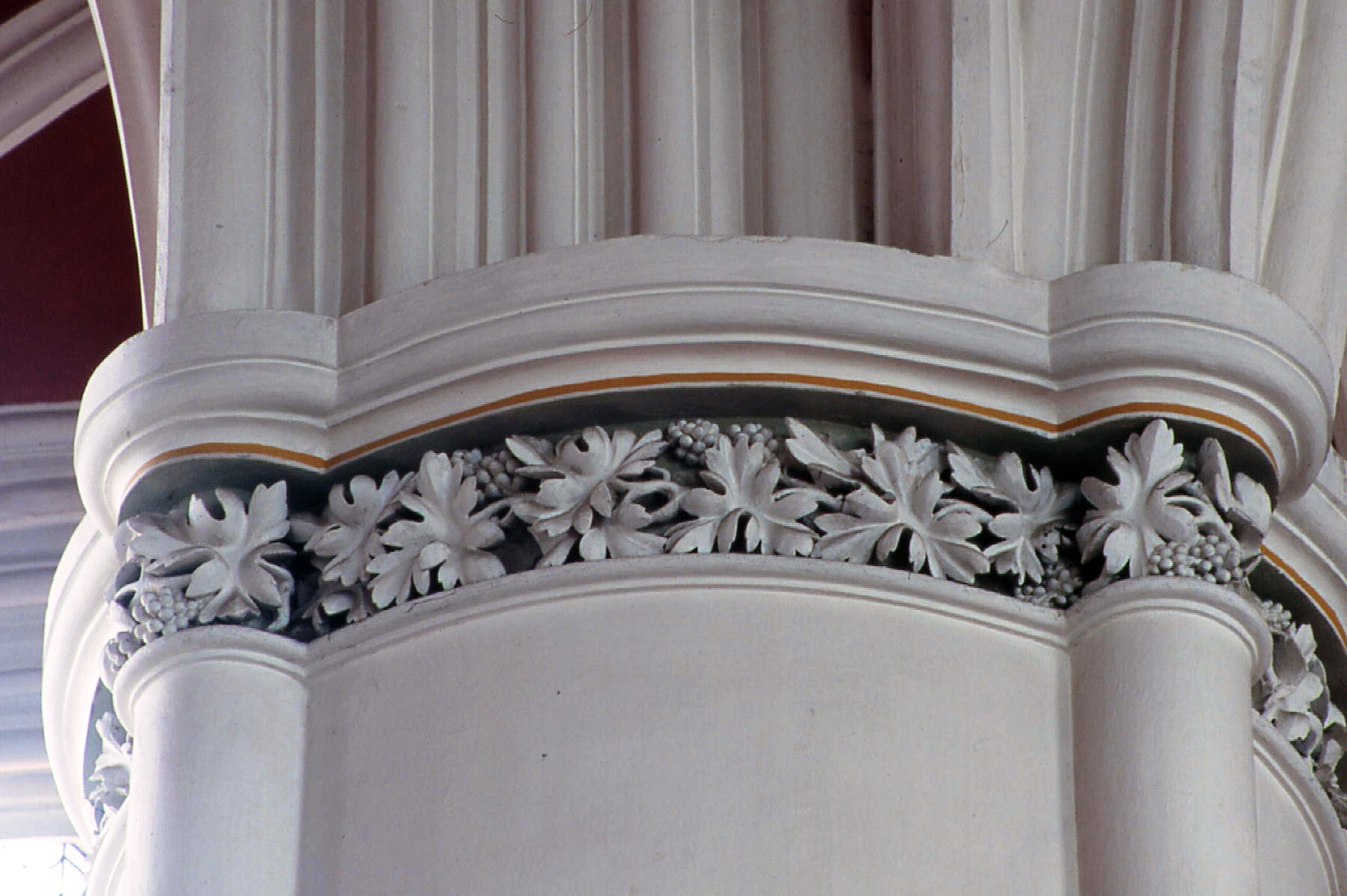
Ornamenten van loof aan de pijlers
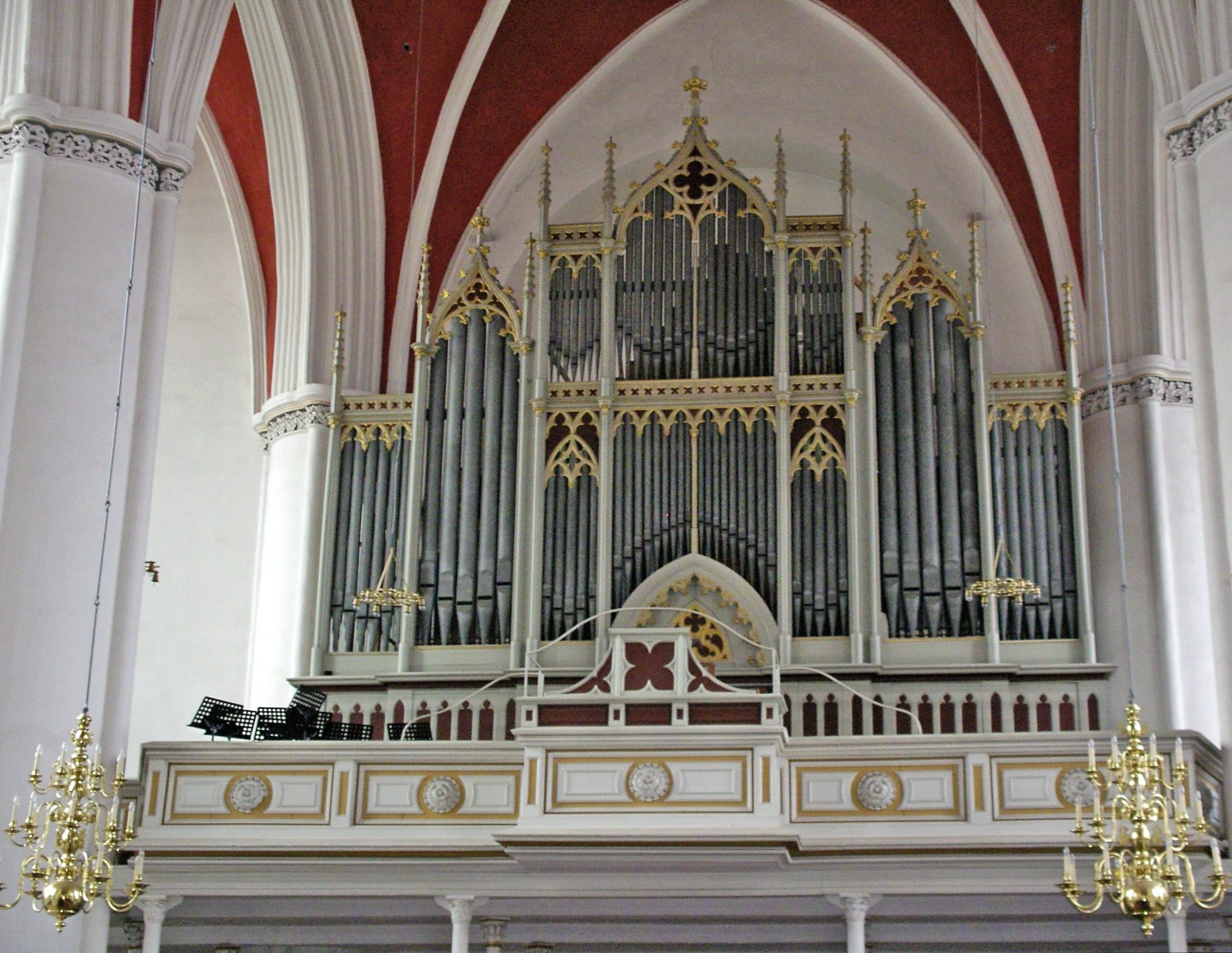
Orgel